# Susan Hayipur
Susan Hayipur Goli –en persa, سوسن حاجی‌پور گلی– (Babol, 28 de septiembre de 1990) es una deportista iraní que compitió en taekwondo. Ganó dos medallas de bronce en los Juegos Asiáticos en los años 2010 y 2014, y dos medallas de bronce en el Campeonato Asiático de Taekwondo en los años 2010 y 2014.

## Palmarés internacional
| Juegos Asiáticos    | Juegos Asiáticos        | Juegos Asiáticos  | Juegos Asiáticos |
| Año                 | Lugar                   | Medalla           | Categoría        |
| ------------------- | ----------------------- | ----------------- | ---------------- |
| 2010                | Cantón (China)          | Medalla de bronce | –57 kg           |
| 2014                | Incheon (Corea del Sur) | Medalla de bronce | –53 kg           |
| Campeonato Asiático |                         |                   |                  |
| Año                 | Lugar                   | Medalla           | Categoría        |
| 2010                | Astaná (Kazajistán)     | Medalla de bronce | –57 kg           |
| 2014                | Taskent (Uzbekistán)    | Medalla de bronce | –57 kg           |